# Richard Matheson
Richard Burton Matheson, född 20 februari 1926 i Allendale, New Jersey, död 23 juni 2013 i Calabasas, Kalifornien, var en amerikansk romanförfattare och manusförfattare för film och TV.

## Verksamhet
1969 svarade han för manus till den biografiska och samtidigt drömliknande dramafilmen Kärlekens hus om markis de Sades liv. Annars har det huvudsakligen varit inom genrerna fantasy, skräckfilm och science fiction som Richard Matheson varit verksam. Till de mer kända filmatiseringarna av hans verk hör I Am Legend (2007) med Will Smith i huvudrollen, vilket var den tredje filmatiseringen av Mathesons roman Varulvarnas natt. Science fiction-filmen I skräckens klor (1957) byggde på en annan av hans romaner, The Shrinking Man (1956). Den filmen utvaldes ett halvt sekel senare år 2009, till den prestigefyllda National Film Registry. Han har också stått för manus till flera episoder av TV-serien Twilight Zone. Den psykologiska thrillern The Box (2009) bygger på novellen Button, Button av Matheson.

## Verk (urval)

### Filmmanus
- 1957 – I skräckens klor, en filmatisering av Mathesons roman The Shrinking Man
- 1960 – Gäst i skräckens hus, en filmatisering av Edgar Allan Poes novell Huset Ushers undergång
- 1961 – Dödspendeln
- 1962 – En studie i skräck
- 1963 – Korpen
- 1964 – The Last Man on Earth, en första filmatisering av Mathesons roman Varulvarnas natt
- 1964 – Komedi i skräck
- 1969 – Kärlekens hus
- 1971 – Duellen
- 1971 – Den siste mannen, en andra filmatisering av Varulvarnas natt
- 1973 – Dracula, för TV, med Jack Palance i huvudrollen
- 1983 – Hajen 3-D
- 1998 – Drömmarnas värld, baserad på Mathesons roman What Dreams May Come
- 2007 – I Am Legend, med Will Smith i huvudrollen, en tredje filmatisering av Varulvarnas natt

### Romaner
- Varulvarnas natt (1954)
- The Shrinking Man (1956)
- Spindeln (1972), i skräckbokserien Kalla kårar
- What Dreams May Come (1978)